# Violences sexuelles et sexistes à l'encontre des Palestiniennes pendant la guerre de Gaza
Pour un article plus général, voir femmes pendant la guerre à Gaza depuis 2023.
Au cours de la guerre de Gaza, des femmes et des filles palestiniennes ont été victimes de viols de guerre de la part des soldats des forces de défense israéliennes. Deux femmes palestiniennes déclarent notamment avoir été violées par des soldats israéliens lors de leur détention.
L'armée israélienne est accusée d'avoir commis des actes de violence sexiste, des crimes de guerre et des crimes contre l'humanité, conformément à la reconnaissance par la Cour pénale internationale (CPI) selon laquelle la violence sexuelle est un crime de guerre et un crime contre l'humanité.
Des Palestiniens, hommes et femmes, auraient été victimes de violences sexuelles et de tortures de la part des soldats de Tsahal.
L'ONU condamne les actes présumés de viol et de violences sexuelles commis par l'armée israélienne.

## Abus sexuels avant le 7 octobre
Des allégations de torture, de mauvais traitements et de violences sexuelles contre des Palestiniens détenus par Israël ont été formulées avant les attaques du 7 octobre et l'invasion de Gaza,,,, avec des documents enregistrés par le Comité public contre la torture en Israël, et Amnesty International. De nombreux rapports font état de violences sexuelles contre des détenus, hommes et femmes, notamment le leader libanais emprisonné d'Amal, Mustafa Dirani (en), qui a poursuivi Israël pour viol.

## Viols et abus sexuels sur des femmes emprisonnées
Le 19 février 2024, un groupe de rapporteurs spéciaux des Nations Unies publie un rapport indiquant que « des experts en droits humains appellent à une enquête sur les violations contre les femmes et les filles palestiniennes ». Selon le rapport, pendant la guerre entre Israël et le Hamas, des preuves de violences sexuelles en temps de guerre existent à l'encontre des femmes et les filles palestiniennes. Selon ces allégations, des femmes et des filles palestiniennes ont également été soumises à des traitements inhumains et dégradants de la part des FDI, se voyant par exemple refuser des serviettes hygiéniques, de la nourriture et des médicaments, et ont été sévèrement battues, violées, menacées ou agressées, et soumises à de multiples formes d’autres agressions sexuelles. Des femmes et des filles palestiniennes ont également été déshabillées et fouillées par des officiers masculins de l’armée israélienne,,,,. Le HCDH déclare que les troupes israéliennes ont photographié des détenues dans des « circonstances dégradantes », des photos ayant été mises en ligne,.
Le rapport de l'ONU indique : « les femmes et les filles palestiniennes en détention ont également été soumises à de multiples formes d'agression sexuelle, comme être déshabillées et fouillées par des officiers masculins de l'armée israélienne. Au moins deux détenues palestiniennes auraient été violées »,. Selon Reem Alsalem, les réserves concernant le signalement des violences sexuelles sont courantes en raison de préoccupations en matière de représailles. Depuis les attaques du 7 octobre, les femmes et les filles détenues en Israël sont confrontées à une attitude de plus en plus permissive de la part des autorités israéliennes à l'égard des agressions sexuelles. Selon Middle East Eye, de nombreux événements restent non enregistrés, car les victimes redoutent la stigmatisation et les répercussions associées au fait de dénoncer les abus sexuels dans « une société patriarcale réticente à s'attaquer à de telles atrocités ».
Les rapporteurs spéciaux font également part de leurs préoccupations concernant la disparition d'un certain nombre de femmes et d'enfants palestiniens, des informations faisant état de séparations d'enfants de leurs parents. Dans un cas, une petite fille aurait été transférée de force en Israël par les FDI. En réponse à ce rapport, un porte-parole du Département d'État américain déclare : « Les civils et les détenus doivent être traités avec humanité et conformément au droit humanitaire international ». Physicians for Human Rights-Israël décrit également l'humiliation sexuelle des détenus, y compris les insultes sexuelles et la miction sur les prisonniers. Des hommes ont été soumis à de nombreuses agressions sexuelles, notamment des tentatives de viol et des fouilles à nu.
En mars 2024, des femmes palestiniennes affirment à l'Associated Press avoir maltraitées pendant leur détention par Israël. Selon une femme, les soldats israéliens effectuent des fouilles à nu et pendant la détention, si « nous levions la tête ou prononcions des mots, ils nous frappaient à la tête [...] Musique forte, cris et intimidations – ils voulaient nous humilier. Nous étions menottés, nous avions les yeux bandés et nos pieds étaient enchaînés » ; une autre femme affirme qu'un soldat israélien lui a fracassé le visage contre un mur après avoir refusé d'embrasser le drapeau israélien.

## Viols et abus sexuels sur des hommes emprisonnés
Fin juillet 2024, après qu'un prisonnier palestinien à la prison de Sde Teiman avait été transporté à l'hôpital pour de graves blessures notamment des déchirures au rectum, huit soldats israéliens -tous réservistes- ont été arrêtés pour enquête. En réaction à l’arrestation des soldats, plusieurs dizaines de manifestants issus des secteurs d’extrême droite israélienne ont pris d’assaut la base militaire et l’ont envahie durant plusieurs heures pour exiger leur libération.

## Exécution de femmes à Gaza
Le 19 février 2024, un groupe de rapporteurs spéciaux des Nations Unies fait état d'affirmations selon lesquelles des femmes et des enfants palestiniens auraient été « arbitrairement » ciblés et tués à Gaza. Certains auraient été tués alors qu'ils tenaient des morceaux de tissu blanc, cherchant refuge ou fuyant.

## Abus sexuels dans la bande de Gaza
En mai 2024, un groupe de rapporteurs spéciaux de l'ONU condamne les violences sexuelles « inacceptables » et les disparitions forcées de femmes et d'enfants à Gaza, déclarant : « Nous sommes consternés que les femmes soient ciblées par Israël avec des attaques aussi vicieuses, aveugles et disproportionnées ».

### Menaces de viol et de violences sexuelles
De nombreux prisonniers palestiniens rapportent avoir été victimes d'abus sexuels et de menaces de viol après le déclenchement de la guerre,,. La BBC rapporte le témoignage de l'une de ces prisonnières : « Ils ont menacé de me violer... Il est clair que le but était de m'intimider ». Alors qu'Israël nie les allégations et menace de poursuivre son avocat pour incitation à la haine, la prisonnière libérée signala des menaces de viol contre elle-même et contre d'autres femmes incarcérées. Une autre Palestinienne fait  également état de menaces d'agression sexuelle de la part de gardes israéliens. Middle East Eye fait  également état d'allégations de détenus selon lesquelles « des gardiens israéliens auraient menacé d'agresser sexuellement des détenues et les auraient agressées à l'intérieur de leurs cellules ».

## Couverture médiatique

### Publications sur les réseaux sociaux par des membres de Tsahal
Des vidéos et des photos de soldats israéliens en train de porter des sous-vêtements de femmes palestiniennes à Gaza deviennent virales, ce qui amène MIFTAH, une organisation de défense des droits des femmes palestiniennes, à déclarer qu'ils font preuve de « dépravation ». Dans une vidéo, un soldat de Tsahal se filme en train de fouiller la garde-robe d'une Palestinienne, y compris ses sous-vêtements, tout en faisant des remarques désobligeantes et sexistes à l'égard des femmes arabes. Une autre image montre deux soldats masculins de Tsahal, l'un portant le soutien-gorge d'une femme palestinienne tandis que l'autre se tient à côté de lui, tâtonnant le soutien-gorge vide et tirant la langue, tandis qu'un autre soldat masculin de Tsahal est enregistré détaillant comment il a l'intention de rapporter les sous-vêtements de femmes palestiniennes à sa petite amie en Israël. Une vidéo est publiée par un soldat de Tsahal le montrant assis au sommet d'un tank tenant un mannequin féminin vêtu d'un soutien-gorge noir et d'un casque.
Les femmes interrogées à Genève expriment leur indignation et leur malaise face aux images publiées par Tsahal, qui montrent des soldats masculins de Tsahal posant avec de la lingerie et des sous-vêtements de femmes palestiniennes pris dans des maisons de personnes déplacées à Gaza. Une porte-parole du Haut-Commissariat des Nations Unies aux droits de l'homme, Ravina Shamdasani, qualifie ces publications d'« ...humiliantes pour les femmes palestiniennes et pour toutes les femmes ». Selon un professeur adjoint de droit à l'Université Queen's au Canada, ces postes violent l'article 27 de la Quatrième convention de Genève, qui stipule que tous les civils ont droit au respect, les femmes étant particulièrement protégées contre toute atteinte à leur honneur.

### Allégations de rapports fabriquées
Fin mars 2024, Al Jazeera fait état sur son blog en direct d'une allégation contre Tsahal pour viol à l'hôpital Shifa. L’histoire est basée sur le témoignage de Jamila al-Hessi, une Gazaouie, qui déclare avoir vu des soldats de Tsahal « violer des femmes avant de les tuer et brûler vives des familles entières ». Ces rapports attirent rapidement l’attention internationale et provoque une large condamnation. Cependant, une enquête menée par le Hamas déterminera l'invention de ses allégations. Selon Yasser Abuhilalah, chroniqueur et ancien directeur d'Al-Jazeera, le Hamas a bien jugé ses allégations sans fondement. Il ajoute : « la femme qui a parlé de viol a justifié son exagération et son discours incorrect en disant que le but était de susciter la ferveur et la fraternité de la nation ». En réponse, Al-Jazeera supprima sa vidéo, mais pas le contenu de son blog en direct,.

## Réactions internationales
En réponse au rapport de l'ONU, un porte-parole du Département d'État américain cite : « Les civils et les détenus doivent être traités avec humanité et conformément au droit humanitaire international ». Physicians for Human Rights-Israël décrit l'humiliation sexuelle des détenus, y compris les insultes sexuelles et la miction sur les prisonniers. Selon la Société des prisonniers palestiniens, des hommes ont été soumis à de graves agressions sexuelles, notamment des tentatives de viol et des fouilles à nu illégales.
Les États-Unis ne confirment pas ces informations de manière indépendante, Israël déclare n'avoir reçu aucune plainte pour abus sexuels et critique le rapport de l'ONU comme étant biaisé. Israël allègue que l'un des auteurs du rapport avait légitimé rhétoriquement l'attaque du Hamas du 7 octobre quelques jours avant la réunion du panel de l'ONU, et qu'un autre avait « publiquement mis en doute les témoignages des victimes israéliennes de violences sexistes et sexuelles »,,,. La mission israélienne auprès des Nations Unies à Genève, en Suisse, déclare qu'« Israël rejette avec force les affirmations méprisables et infondées publiées aujourd'hui par un groupe de soi-disant experts de l'ONU ».
Pour les experts du Haut-Commissariat des Nations unies aux droits de l'homme les tortures et violences sexuelles dans la prison de Sde Teiman « sont tout à fait illégales et révoltantes » mais elles ne sont que la partie visible des exactions commises à l'encontre des Palestiniens.